# واقعیت عینی
واقعیت عینی یا حقیقت عینی(در فلسفه) یا واقعیت زمینی (در سنجش از دور) (به انگلیسی: Ground truth) اصطلاحی است که در زمینه‌های مختلف به اطلاعاتی گفته می‌شود که واقعی یا صحیح شناخته شده باشند و با مشاهده و اندازه‌گیری مستقیم (به عنوان مثال شواهد تجربی) حاصل شده باشند و نه از استنباط.

## سنجش از راه دور
در سنجش از دور، واقعیت عینی به اطلاعات جمع‌آوری شده در مکان اشاره دارد. واقعیت عینی اجازه می‌دهد تا داده‌های تصویر با ویژگی‌ها و مواد واقعی موجود در زمین مرتبط باشد. مجموعه داده‌های واقعیت زمین امکان کالیبراسیون داده‌های سنجش از دور را فراهم می‌کند و به تفسیر و تجزیه و تحلیل آنچه که حس می‌شود کمک می‌کند. به عنوان مثال می‌توان به نقشه‌برداری، هواشناسی، تجزیه و تحلیل عکس‌های هوایی، تصاویر ماهواره ای و سایر تکنیک‌هایی اشاره کرد که در آن داده‌ها از فاصله دور جمع می‌شوند.
به‌طور دقیق تر، واقعیت عینی ممکن است به فرایندی اشاره داشته باشد که در آن یک «پیکسل» [۳] روی یک تصویر ماهواره ای برای مقایسه محتوای «پیکسل» موجود در تصویر ماهواره ای با آنچه در واقعیت وجود دارد مقایسه می‌شود. تصویر (توجه داشته باشید که مفهوم «پیکسل» تا حدودی بد تعریف شده‌است). در مورد یک تصویر طبقه‌بندی شده، این اجازه می‌دهد تا طبقه‌بندی نظارت شده به تعیین صحت طبقه‌بندی انجام شده توسط نرم‌افزار سنجش از دور کمک کند و بنابراین خطاهای موجود در طبقه‌بندی مانند خطاهای تنظیم و خطاهای حذف را به حداقل می‌رساند.
واقعیت عینی معمولاً در محل انجام می‌شود، با انجام مشاهدات سطحی و اندازه‌گیری خصوصیات مختلف ویژگیهای سلولهای با وضوح زمین که روی تصویر دیجیتالی از راه دور بررسی می‌شوند. همچنین شامل گرفتن مختصات جغرافیایی سلول با وضوح زمین با فناوری GPS و مقایسه آنهایی با مختصات «پیکسل» مورد مطالعه توسط نرم‌افزار سنجش از دور برای درک و تجزیه و تحلیل خطاهای مکان و چگونگی تأثیر آن بر یک مطالعه خاص است.
واقعیت عینی در طبقه‌بندی اولیه نظارت شده بر یک تصویر مهم است. وقتی هویت و موقعیت انواع پوشش زمین از طریق ترکیبی از کارهای میدانی مشخص شود، نقشه‌ها و تجربه شخصی این مناطق به عنوان سایت‌های آموزشی شناخته می‌شوند. از مشخصات طیفی این مناطق برای آموزش نرم‌افزار سنجش از دور با استفاده از قوانین تصمیم‌گیری برای طبقه‌بندی بقیه تصویر استفاده می‌شود. این قوانین تصمیم‌گیری مانند طبقه‌بندی حداکثر احتمال، طبقه‌بندی و طبقه‌بندی حداقل فاصله، تکنیک‌های مختلفی را برای طبقه‌بندی یک تصویر ارائه می‌دهد. سایت‌های اضافی واقعیت زمین به سنسور از راه دور اجازه می‌دهند تا ماتریس خطایی ایجاد کند که صحت روش طبقه‌بندی مورد استفاده را تأیید می‌کند. روشهای مختلف طبقه‌بندی ممکن است برای خطای یک پروژه طبقه‌بندی شده دارای درصدهای مختلف خطا باشند. مهم است که سنسور از راه دور روش طبقه‌بندی را انتخاب کند که در عین کمترین میزان خطا، با تعداد طبقه‌بندی استفاده شده بهترین عملکرد را داشته باشد.
واقعیت عینی همچنین به اصلاح جوی کمک می‌کند. از آنجا که بدیهی است تصاویر ماهواره‌ها باید از جو عبور کنند، به دلیل جذب در جو، ممکن است تحریف شوند؛ بنابراین واقعیت عینی می‌تواند به شناسایی کامل اشیا در عکس‌های ماهواره کمک کند.

### خطاهای تعامل
یک مثال از خطای کمیسیون، هنگامی است که پیکسل وجود ویژگی (مانند درختان) را گزارش می‌دهد که در واقعیت، وجود ندارد (هیچ درختی در واقع وجود ندارد). واقعیت عینی اطمینان می‌دهد که ماتریس‌های خطا دارای درصد دقت بالاتری نسبت به مواردی هستند که هیچ پیکسلی عینی نمی‌شود. این مقدار معکوس دقت کاربر است، به عنوان مثال خطای تعامل = ۱ - دقت کاربر.

### خطاهای حذف
یک مثال از خطای حذف این است که پیکسل‌های یک چیز خاص، به عنوان مثال درختان افرا، به عنوان درختان افرا طبقه‌بندی نشوند. روند ساخت زمین به شما اطمینان می‌دهد که پیکسل به درستی طبقه‌بندی شده و ماتریس‌های خطا دقیق تر هستند. این مقدار معکوس دقت تولیدکننده است، به عنوان مثال خطای حذف = ۱ - دقت تولیدکننده